# Ishikari (provincie)

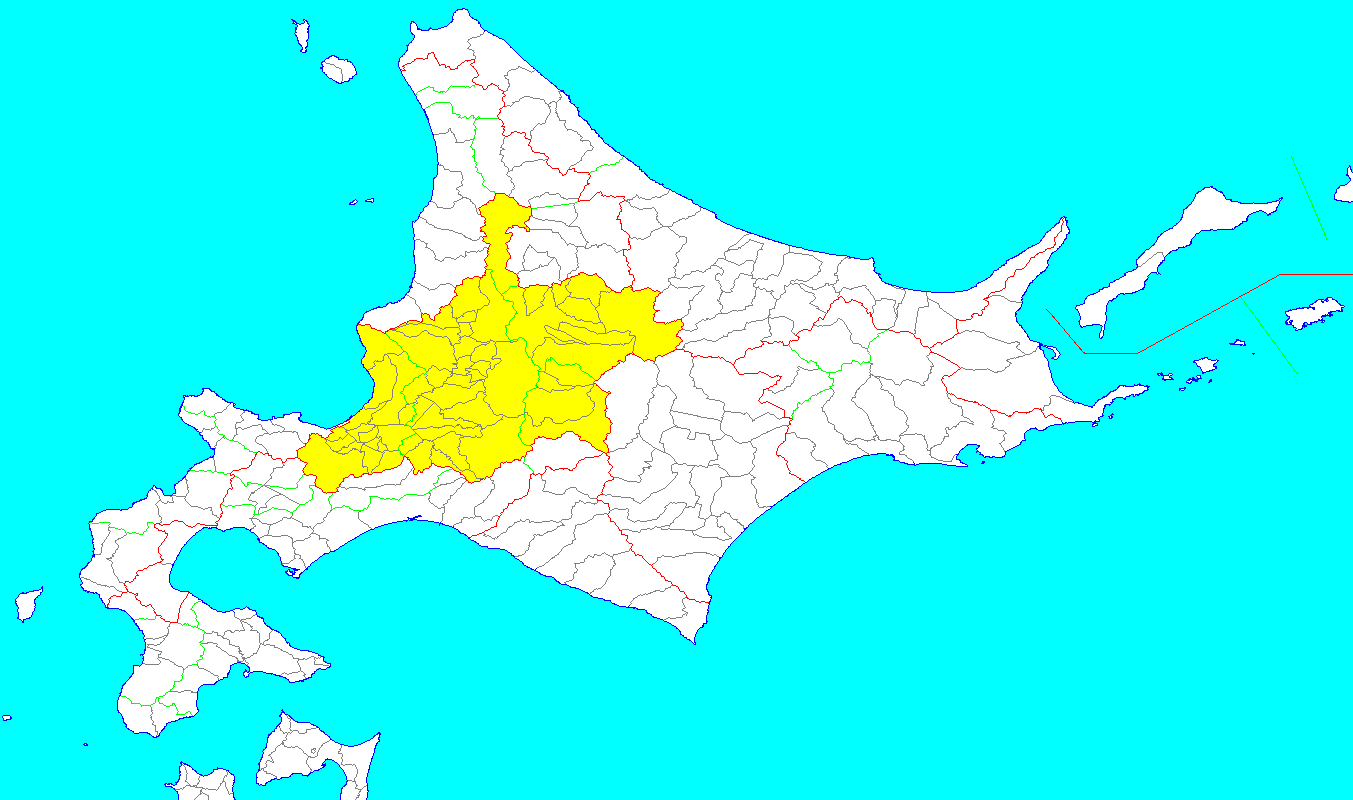
Provincie

Ishikari (石狩国, -no kuni) is een voormalige provincie van Japan, gelegen in de huidige prefectuur Hokkaido. De provincie heeft slechts kort bestaan, van 1869 tot 1882.

## Geschiedenis
- 15 augustus 1869: De provincie Ishikari wordt opgericht met 9 districten
- 1872: Een census schat de bevolking op 6.003
- 1882: De provincie wordt opgenomen in de prefectuur Hokkaido.

## Districten
- Ishikari (石狩郡)
- Sapporo (札幌郡)
- Yūbari (夕張郡)
- Kabato (樺戸郡)
- Sorachi (空知郡)
- Uryū (雨竜郡)
- Kamikawa (上川郡)
- Atsuta (厚田郡)
- Hamamasu (浜益郡)

Aki · Awa (Kanto) · Awa (Shikoku) · Awaji · Bingo · Bitchu · Bizen · Bungo · Buzen · Chikugo · Chikuzen · Chishima · Dewa · Echigo · Echizen · Etchu · Fusa · Harima · Hi · Hida · Hidaka · Higo · Hitachi · Hizen · Hoki · Hyuga · Iburi · Iga · Iki · Inaba · Ise · Ishikari · Iwaki (718) · Iwaki (1868) · Iwami · Iwase · Iwashiro · Iyo · Izu · Izumi · Izumo · Kaga · Kai · Kawachi · Kazusa · Keno · Kibi · Kii · Kitami · Koshi · Kozuke · Kushiro · Mikawa · Mimasaka · Mino · Musashi · Mutsu · Nagato · Nemuro · Noto · Oki · Omi · Oshima · Osumi · Owari · Rikuchu · Rikuzen · Riukiu · Sado · Sagami · Sanuki · Satsuma · Settsu · Shima · Shimōsa · Shimotsuke · Shinano · Shiribeshi · Suo · Suruga · Suwa · Tajima · Tamba · Tane · Tango · Teshio · Tokachi · Tosa · Totomi · Toyo · Tsukushi · Tsushima · Ugo · Uzen · Wakasa · Yamashiro · Yamato · Yoshino